# Obstruction of Justice
Obstruction of Justice is de negende aflevering van het vierde seizoen van de televisieserie ER, die voor het eerst werd uitgezonden op 11 december 1997.

## Verhaal
Dr. Carter weigert een dwangbevel uit te voeren van een politieagent om bewijzen te vinden op een patiënt. Dit resulteert in de arrestatie van dr. Carter en wordt geboeid meegenomen naar het politiebureau.
Tot ongenoegen van dr. Weaver dreigt Jeanie Boulet met een rechtszaak om zo haar baan terug te krijgen. Dr. Anspaugh besluit dan om haar baan terug te geven, hierop besluit Al om alleen naar Atlanta te gaan. Ondertussen krijgt dr. Weaver een uitnodiging van dr. West om met hem mee te gaan naar Saint Barts voor een conferentie. 
Dr. Greene gaat akkoord dat zijn dochter Rachel met Cynthia naar de tandarts gaat. Na de tandarts neemt Cynthia Rachel mee naar een kapsalon, het resultaat kan dr. Greene en zijn ex-vrouw niet waarderen. Ondertussen neemt hij vandaag advocaat Herb Spivak mee op zijn dienst. Herb wil dolgraag een medische ingreep doen, dit weigert dr. Greene. Uiteindelijk voert hij toch een ingreep uit wat het leven redt van een patiënt.
Hathaway betrapt Dr. Greene en Cynthia in een romantisch moment, zij vertelt aan Cynthia dat dit niet kan op de werkvloer. Later betrapt Cynthia Hathaway en dr. Ross die elkaar kussen, nu voelt zij zich hierdoor zeer opgelaten.
Dr. Corday opereert een patiënte, Allison Beaumont, om zo haar been te redden. Allison beland in een coma en dr. Corday begint nu te twijfelen over haar ambities.
Dr. Benton ontdekt dat hij en dr. Corday samen toch veel gemeen hebben. 

## Rolverdeling

### Hoofdrol
- Anthony Edwards - Dr. Mark Greene
- Yvonne Zima - Rachel Greene
- Christine Harnos - Jennifer Greene
- George Clooney - Dr. Doug Ross
- Noah Wyle - Dr. John Carter
- Eriq La Salle - Dr. Peter Benton
- Laura Innes - Dr. Kerry Weaver
- Alex Kingston - Dr. Elizabeth Corday
- Maria Bello - Dr. Anna Del Amico
- John Aylward - Dr. Donald Anspaugh
- Paul McCrane - Dr. Robert 'Rocket' Romano
- Jorja Fox - Dr. Maggie Doyle
- Clancy Brown - Dr. Ellis West
- Gloria Reuben - Jeanie Boulet
- Michael Beach - Al Boulet
- Julianna Margulies - verpleegster Carol Hathaway
- Yvette Freeman - verpleegster Haleh Adams
- Laura Cerón - verpleegster Chuny Marquez
- Deezer D - verpleger Malik McGrath
- Gedde Watanabe - verpleger Yosh Takata
- Emily Wagner - ambulancemedewerker Doris Pickman
- Lyn Alicia Henderson - ambulancemedewerker Pamela Olbes
- Kristin Minter - Randi Fronczak

### Gastrol
- Hill Harper - Mr. Jackson
- Megan Cavanagh - Darlene
- John P. Connolly - politieagent Billy
- Kevin Jackson - Harold Percy
- Mariska Hargitay - Cynthia Hooper
- Jack Kehler - gevangenisbeheerder
- James Lashly - Eddie
- Mindy Seeger - Barbara Leeman
- Jonathan Scarfe - Chase Carter
- Dan Hedaya - Herb Spivak
- Perry Anzilotti - Perry
- Michele Morgan - Allison Beaumont

en vele andere